# Accuracy International AS50
Accuracy International AS50 (AI AS50) — британська крупнокаліберна снайперська гвинтівка, розроблена в компанії Accuracy International Ltd. Призначена для стрільби на далекі відстані (до 2 км) та для знищення легкоброньованої  військової техніки.

## Опис
Крупнокаліберна гвинтівка снайперська AI AS50 є новітньою розробкою англійської компанії Accuracy International Ltd. Ця гвинтівка створена спеціально для використання американськими армійськими силами спеціальних операцій SOF (англ. United States special operations forces), для боротьби з матеріальними засобами та неброньованою або легкоброньованою бойовою технікою супротивника. Гвинтівка AI AS50 була вперше продемонстрована широкому загалу в січні 2005 року на виставці ShotShow-2005 у США, в даний час вона випробовується в підрозділах Сил Спеціальних Операцій США.
Гвинтівка AI AS50 самозарядна, використовує газовідвідну безпоршневу автоматику з газовою трубкою, що розташована над стволом, і замиканням перекосом затвора вниз. Стовбурна коробка виконана із сталі. Масивний ствол оснащений дульним гальмом і консольно вивішений усередині короткого перфорованого цівка-кожуха. По всій верхній поверхні ствольної коробки та цівки виконана напрямна типу планок Пікатінні для встановлення різних оптичних та нічних прицілів. Дві додаткові короткі напрямні виконані з боків цівки, на них можуть кріпитися ЛЦУ або інші аксесуари. Гвинтівка штатно комплектується легкою складною сошкою з регульованою довжиною опор, а також додатковою задньою складною рукояткою під прикладом, яка додатково може виконувати роль задньої опори. Для обслуговування, компактного зберігання або транспортування гвинтівка може бути швидко розібрана на основні компоненти, а потім швидко зібрана і приведена в бойове положення.

## ТТХ
- Калібр: 12.7х99 (.50 BMG)
- Довжина зброї: 1369 мм
- Довжина ствола: 692 мм
- Вага без патронів: 14,1 кг без спорядження магазина та оптичного прицілу
- Місткість магазина: 5 патронів
- Швидкострільність: 5 пострілів за 1,6 секунд
- Прицільна дальність стрільби: до 1828 м в залежності від типу боєприпасу

## Оператори
- Велика Британія
- США
- Ірландія
- Туреччина
- Кіпр